# Mossoul Football Club
Maillots
Le Mossoul Sport Club (en arabe : ادي الموصل الرياضي), plus couramment abrégé en Mossoul SC, est un club irakien de football fondé en 1957 et basé dans la ville de Mossoul.
Le club a la particularité de n'avoir dans son effectif que des joueurs originaires de Mossoul et sa région.

## Histoire
Fondé en 1957, le club prend part pour la première fois au championnat de première division lors de la saison 1982-1983, qu'il achève à la neuvième place. Il enchaîne avec cinq saisons consécutives au plus haut niveau avant de revenir en deuxième division. Il va par la suite faire plusieurs passages parmi l'élite, sans jamais réussir à s'illustrer, que ce soit en championnat ou même en Coupe nationale.
Son meilleur résultat en dix-huit saisons en première division est une 6e place, obtenue à l'issue de la saison 1996-1997.
Parmi les joueurs s'étant illustrés sous le maillot de Mossoul, on peut citer l'international irakien Hawar Mulla Mohammed, au club entre 1998 et 2000.